# Tabanus falviscutellus
Tabanus falviscutellus är en tvåvingeart som beskrevs av Philip 1962. Tabanus falviscutellus ingår i släktet Tabanus och familjen bromsar. Inga underarter finns listade i Catalogue of Life.